# Police nationale (république démocratique du Congo)
Pour les articles homonymes, voir Agence nationale de la police.
Pour les autres articles nationaux ou selon les autres juridictions, voir Police nationale.
La Police nationale congolaise est la police en fait et en droit sur tout l’ensemble du territoire de la république démocratique du Congo. Elle a été créée le 22 avril 1997 pour remplacer Sosa boy la gendarmerie nationale et la garde civile. Elle comprend 118 421 employés et présente un budget de 237 845 845 452 franc congolais ~257 130 643 $ US en 2015.

## Organisation
- Direction de la sécurité publique

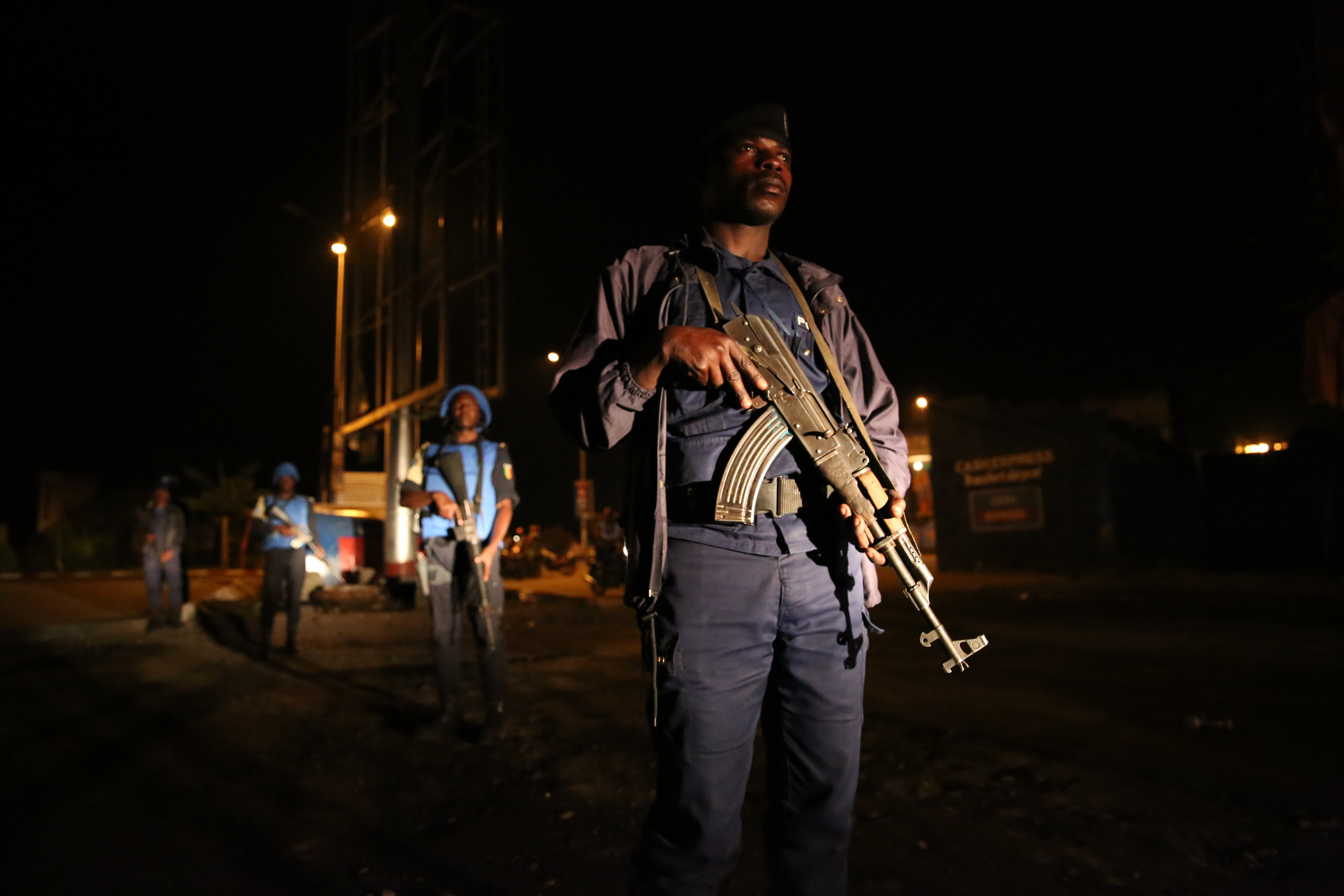
Un membre de la Police nationale congolaise (armé d'un fusil Type 56 à crosse scié et baïonnette démonté) assure la sécurité de la population civile lors d'une patrouille nocturne pédestre conjointe UNPOL-PNC.

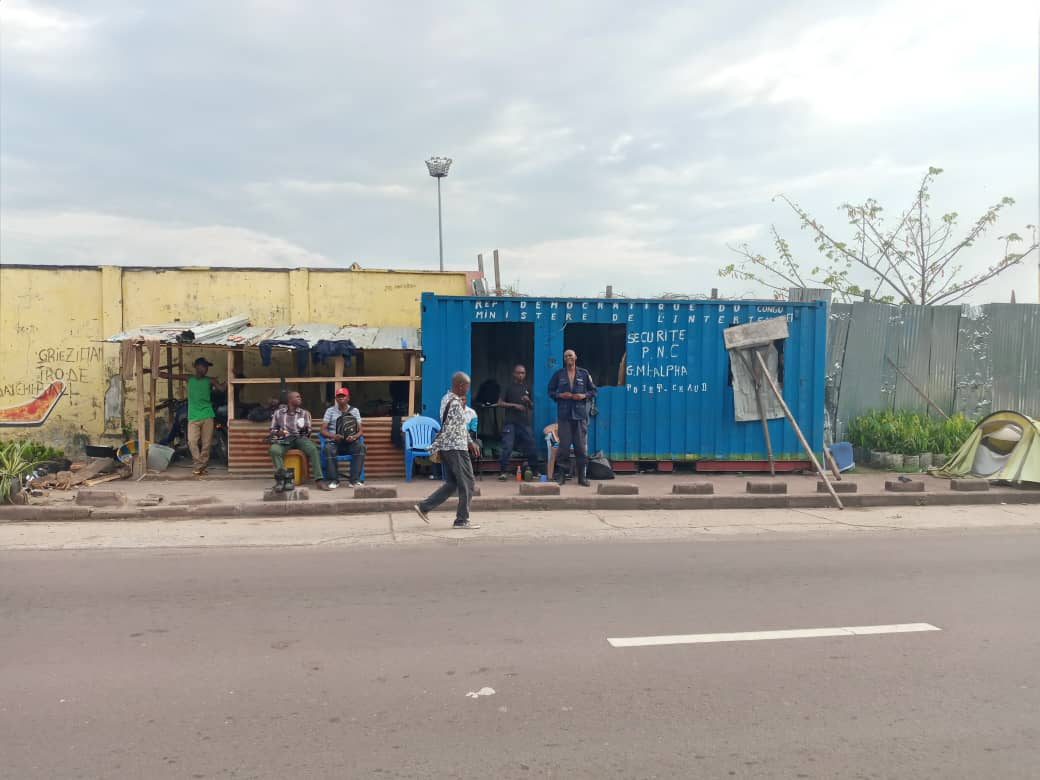
Poste de police sur l'avenue Wagenia à Kinshasa.

- Direction des renseignements généraux
- Direction de la protection civile
- Direction de la police des frontières
- Direction des voies de communication fluviale, lacustre, maritime et ferroviaire
- Direction de la police technique et scientifique
- Direction de la lutte contre la criminalité
- Direction de la télécommunication et nouvelles technologies
- Direction de la lutte contre la criminalité économique et financière
- Direction des stupéfiants
- Direction de l'identité judiciaire et fichier central
- Direction du bureau central national / Interpol
- Direction des ressources humaines
- Direction du budget et finances
- Direction de la logistique
- Direction des études et planification

## Formations nationales spécialisées et services centraux du commissariat général
- Unité de protection des Institutions et des hautes personnalités
- Légion nationale d'intervention
- Service des statistiques
- Service de gestion et entretien des infrastructures
- Service des transmissions et télécommunications
- Service de santé
- Service des affaires sociales
- Service de l'informatique
- Service d'information et communication

## Armes et uniformes

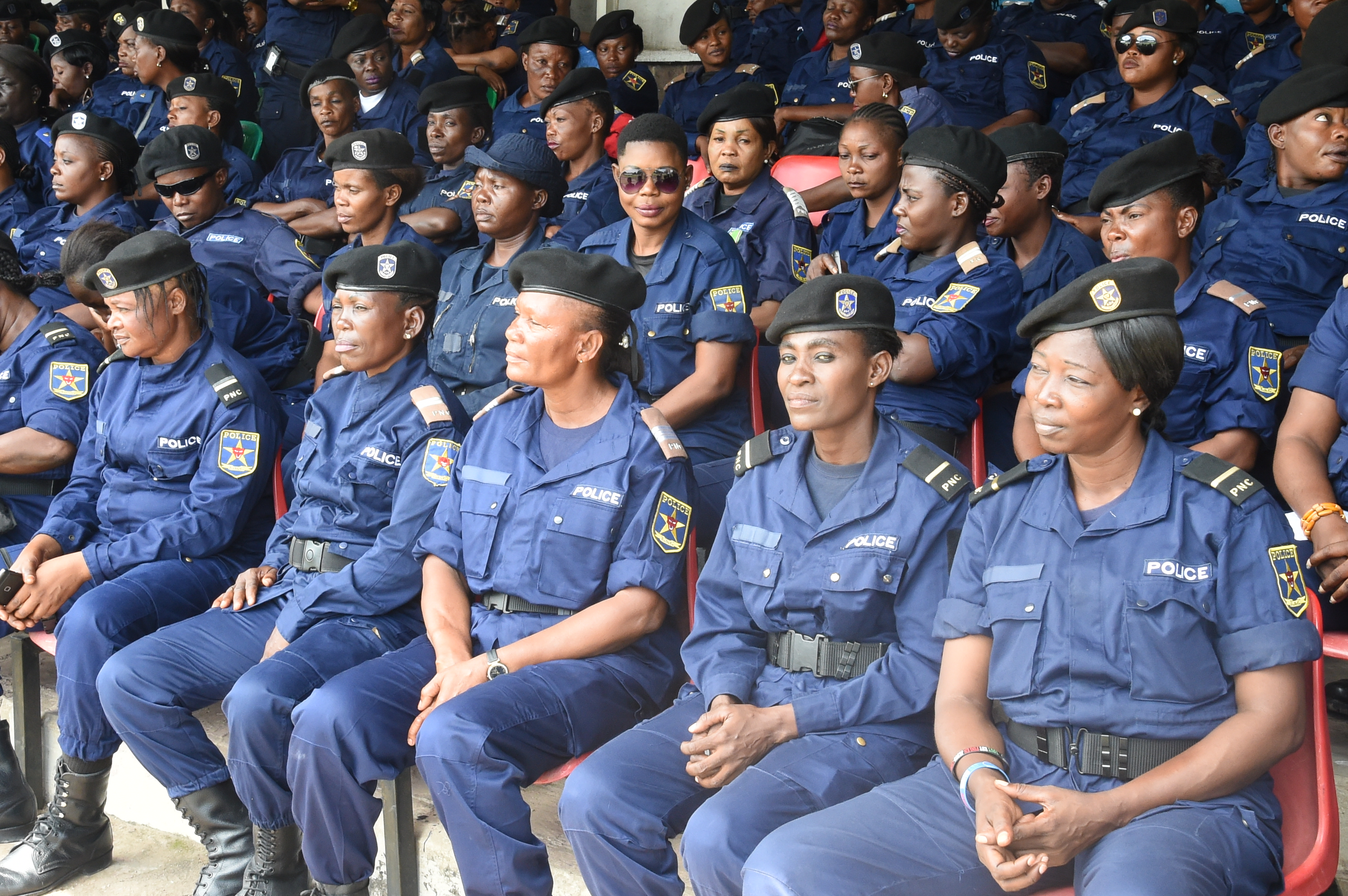
Policiers de la PNC à Kinshasa.

Les policiers congolais portent un treillis bleu. Leurs armes de service sont la Kalachnikov calibre 7,62 mm et parfois la mitrailleuse PKM.

## Plaque automobile

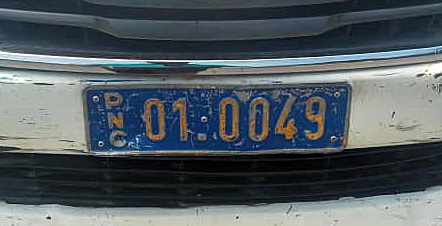
Plaque d'immatriculation d'un véhicule de police (PNC).

Les principaux moyens de transports sont divers 4x4 et camions.